# Хондроцит
Хондроцит (од грчког chondros- хрскавица + kytos- ћелија) је зрела, диференцирана ћелија хрскавичавог ткива која учествује у његовом одржавању. Хондроцити се налазе у шупљинама ванћелијског матрикса, тзв. лакунама и потпуно су опкољени ванћелијским матриксом. Иако диференцирана ћелија, хондроцит свој животни циклус завршава ћелијском деобом. Богат је цитоплазматским органелама у којима се одвијају синтетски процеси (рибозоми, ендоплазматични ретикулум, Голџијев апарат), а поред њих и гликогенске честице и липидне капи које су додатни извор енергије пошто у хрскавици нема крвних судова па се транспорт материја врши посредно, преко ванћелијског матрикса.
Настају током ембриогенезе од мезенхимских ћелија које пролазе кроз хондрогенезу. 